# Petăr Mladenov

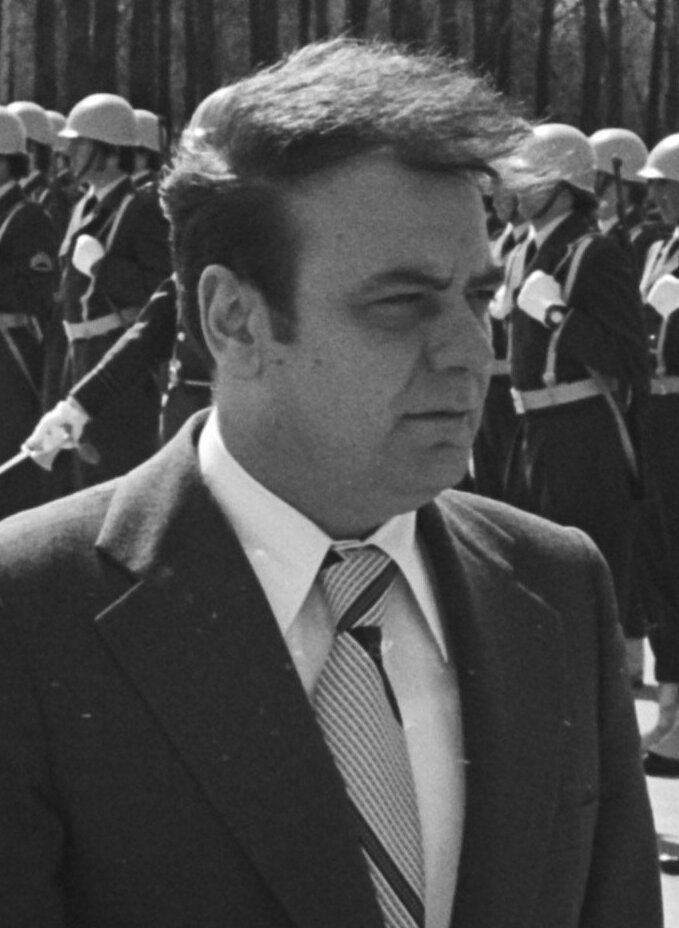
Petăr Mladenov 1976.

Petăr Tosjev Mladenov (bulgariska: Петър Тошев Младенов), född 22 augusti 1936 i Tosjevtsi i regionen Vidin, död 31 maj 2000 i Sofia, var en bulgarisk kommunistisk politiker och Folkrepubliken Bulgariens utrikesminister 1971-1989 samt dess siste statschef 10 november 1989-2 januari 1990. Han ledde även Bulgariens övergångsregering fram till den 6 juli 1990 då han efterträddes av den demokratiskt valde Zjelju Zjelev. Han blev även den siste generalsekreteraren i Bulgariens kommunistiska parti.

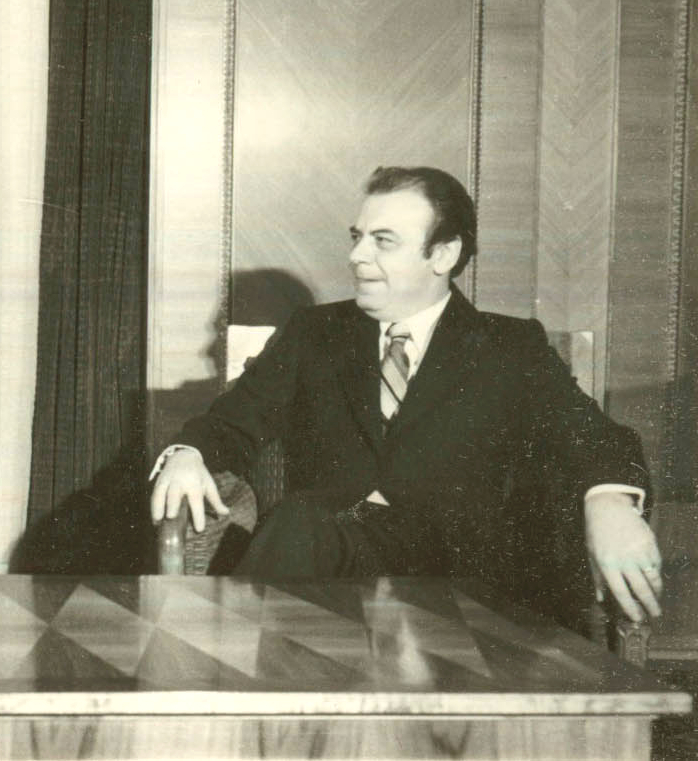
Petăr Mladenov 1978

Efter studier i Sofia och Moskva gick han med i kommunistpartiet 1963. 1969-71 var han partichef i sin hemregion Vidin innan han 1971 blev medlem av politbyrån och utsågs till utrikesminister, en post han skulle inneha i 18 år, samma år blev han även ledamot av Bulgariens nationalförsamling. Med åren blev Mladenov mycket inflytelserik inom kommunistpartiet och en av den mångårige ledaren Todor Zjivkovs närmsta medarbetare. Under 1980-talet inspirerades han av Michail Gorbatjovs reformer i Sovjetunionen och blev en stark förespråkare för reformer inom det bulgariska kommunistpartiet.

## 1989 års statskupp
Under sommaren och hösten 1989 var ledaren Zjivkov hårt pressad av händelserna i övriga Östeuropa och visade sig oförmögen att hantera de växande krav på reformer och förändring som kom både inifrån partiet och från folket. I maj 1989 beslutade han att utvisa alla Bulgariens etniska turkar, något som väckte kraftiga fördömanden från omvärlden och som Mladenov kraftigt motsatte sig. Han blev allt mer övertygad om att Zjivkov måste avsättas om några större reformer skulle bli möjliga att genomföra och började tillsammans med ett flertal andra högt uppsatta inom partiledningen planera en statskupp. Den 10 november, dagen efter Berlinmurens fall, satte kuppmakarna sin plan i verket. Zjivkov tvingades avgå som generalsekreterare för kommunistpartiet efter att politbyrån röstat bort honom i ett extrainsatt möte, samtidigt valdes Mladenov som hans ersättare. Den 17 november tvingades Zjivkov att även avgå från som ordförande i statsrådet varpå Mladenov även ersatte honom på denna post. 
Efter att ha tagit makten försökte Mladenov gå händelserna i förväg genom löften om reformer och fria val, på så vis hoppades han undvika att gå samma öde till mötes som de andra kommunistregimerna i östblocket och behålla kommunistpartiet vid makten, men efter massiva folkliga demonstrationer om ökad frihet och krav på kommunistpartiets avgång tvingades Mladenov ge med sig. Den 11 december höll han ett tal till nationen där han tillkännagav att kommunistpartiet skulle ge upp sitt anspråk på makten och att flerpartival skulle införas under våren 1990. Därmed var det bulgariska kommunistpartiets tid vid makten i praktiken förbi, officiellt satt partiet dock kvar vid makten fram till den 2 januari 1990. Mladenov kom att sitta kvar som statschef ytterligare en tid under landets övergång till demokrati fram till den 6 juli 1990.